# سلول ۱۷ تی کمکی
سلول ۱۷ تی کمکی (به انگلیسی: T helper 17 cell) (Th17) یک زیر مجموعه از سلول‌های T کمکی تولید اینترلوکین ۱۷ (IL-17) است. آنها از نظر تکاملی مجزا از سلول‌های Th1 و Th2 هستند.
آنها در ایجاد التهاب و آسیب بافتی در بیماری خود ایمنی مانند مولتیپل اسکلروزیس (که قبلاً تصور می‌شد توسط سلول‌های وابسته به Th1 باعث می‌شود)، پسوریازیس، یووئیت خود ایمنی، دیابت نوجوانی، آرتریت روماتوئید، و بیماری کرون نقش دارند. Th17 نیز مشکوک به ایفای نقش در پاسخ‌های راه هوایی ناشی از حساسیت است.